# آوگوست هاینریش هوفمان فن فالرسلبن
آوگوست هاینریش هوفمان فن فالرسلبن (آلمانی: August Heinrich Hoffmann von Fallersleben؛ ۲ آوریل ۱۷۹۸ – ۱۹ ژانویهٔ ۱۸۷۴) شاعر آلمانی بود.
سرود ملی آلمان اثر این شاعر است. در زمان آلمان نازی پاراگراف نخست آن، و پس از جنگ جهانی دوم پاراگراف سوم آن سرود ملی آلمان شد.